# Bergschrund

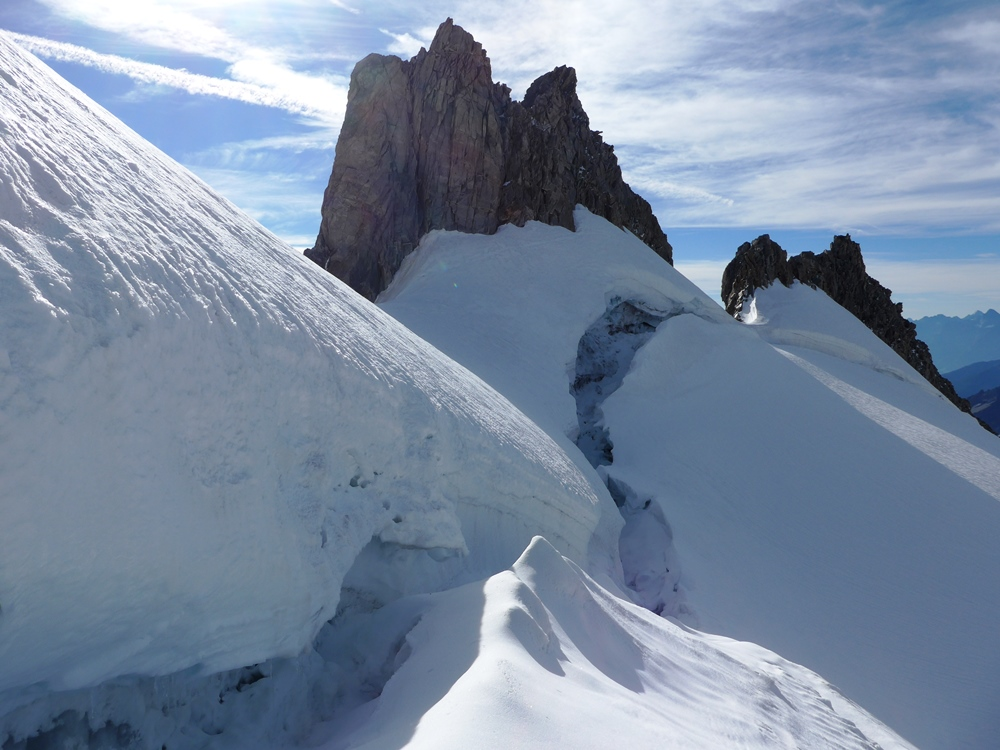
Bergschrund am Mont Dolent

Der Bergschrund ist die Spalte zwischen fließendem Eis eines Gletschers und dem nicht fließenden Eis, das am Fels festgefroren ist. Oberhalb des Bergschrunds reicht die Masse des Eises und Firns noch nicht aus, dass sie unter ihrem Eigengewicht anfangen würde zu fließen. Ein solcher Bergschrund kann sich unterhalb von Graten und Wänden bilden, die aus einem Gletscher herausragen.
Im Unterschied zu „normalen“ Gletscherspalten entsteht der Bergschrund also nicht inmitten des fließenden Eises, sondern am Rand. Der Bergschrund ist nicht zu verwechseln mit der Randkluft, die eine direkte Trennlinie (als ausgeschmolzene Kluft) zwischen einem Gletscher oder einem Firnfeld und dem Fels darstellt.
Im Winter wird der Bergschrund oft mit Lawinenschnee aus der darüber liegenden Bergflanke gefüllt. Bei zunehmender Ausaperung im Sommer ist der Bergschrund dagegen oft schwer zu überwinden.